# Exquisite Corpse (Warpaint)
| Recensione   | Giudizio |
| ------------ | -------- |
| Pitchfork    | 7.2/10   |
| Sputnikmusic | 3/5      |

Exquisite Corpse è l' EP di debutto del gruppo musicale statunitense Warpaint, dapprima pubblicato indipendentemente nel 2008, e successivamente riedito da Manimal Vinyl nel 2009.

## Tracce
Il testo di "Billie Holiday" contiene parti di "My Guy", scritta da Smokey Robinson e interpretata da Mary Wells.
1. Stars - 6:27
2. Elephants - 4:46
3. Billie Holiday - 6:46
4. Beetles - 6:59
5. Burgundy - 4:40
6. Krimson - 4:02

## Formazione

### Warpaint
- Jenny Lee Lindberg - basso
- Emily Kokal - voce, chitarra
- Theresa "TT" Wayman - batteria, chitarra, voce
- Shannyn Sossamon - batteria, voce
- David Michael Orlando - batteria (traccia 5)
- Josh Klinghoffer - batteria (traccia 3), chitarra (traccia 6)

### Altri musicisti
- Jacob Bercovici - produzione
- John Frusciante - mellotron (traccia 3), missaggio
- Adam Samuels - missaggio

## Classifiche
| Classifica (2011)         | Posizione massima |
| ------------------------- | ----------------- |
| UK Physical Singles Chart | 4                 |